# Xylotrechus polyzonus
Xylotrechus polyzonus är en skalbaggsart som först beskrevs av Leon Fairmaire 1888.  Xylotrechus polyzonus ingår i släktet Xylotrechus och familjen långhorningar. Inga underarter finns listade i Catalogue of Life.